# Eric Liddell

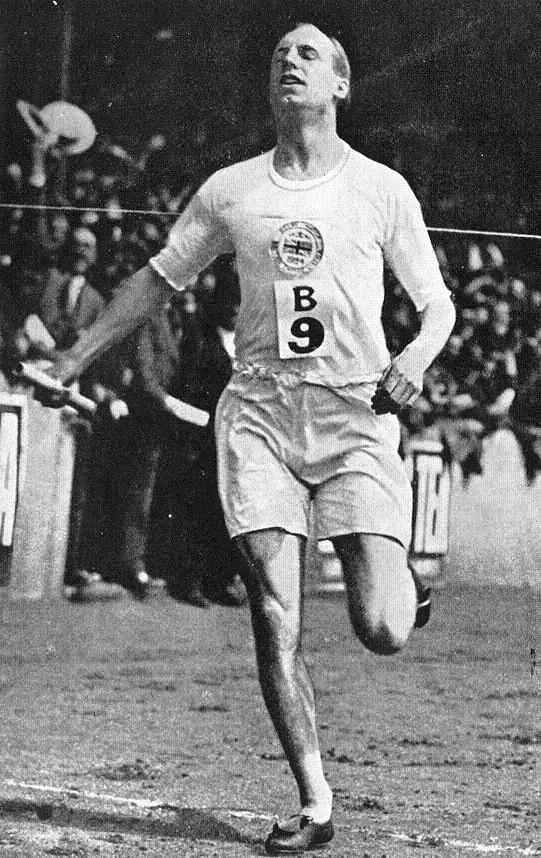
Eric Liddell bei den Olympischen Spielen in Paris 1924

Eric Henry Liddell (* 16. Januar 1902 in Tianjin; † 21. Februar 1945 in Weixian; chin. Name 李爱锐, Li Airui) war ein schottischer Leichtathlet und Missionar, der 1924 Olympiasieger über 400 Meter wurde. Außerdem war er Rugby-Union-Nationalspieler für Schottland. Nach Ende seiner Sportkarriere war er in China als protestantischer Missionar tätig. Sein Leben wurde teilweise in den Spielfilmen Die Stunde des Siegers und On Wings of Eagles verarbeitet.

## Leben
Liddell wurde in China als zweiter Sohn von James Dunlop Liddell geboren, der für die schottische Kirche tätig war. 1908 schickten ihn seine Eltern auf das Eltham College, ein Internat für Kinder von Missionaren in London. In ihrer Zeit auf diesem Internat sahen Liddell und sein Bruder ihre Eltern und die später geborene Schwester nur zwei- oder dreimal, wenn ihre Eltern auf Heimaturlaub waren. Bei diesen Gelegenheiten lebte die Familie meist gemeinsam in Edinburgh.
Im Internat wurde Liddell bald Kapitän der Cricket- und der Rugbymannschaft. Auch in der Leichtathletik erwies er sich als talentiert und galt bald als schnellster Läufer Schottlands. Noch während seiner Schulzeit erschienen mehrere Zeitungsartikel, die ihn als zukünftigen Olympiasieger bezeichneten. In Anlehnung an die Dampflokomotive Flying Scotsman, die mehrere Geschwindigkeitsrekorde aufstellte, wurde er öfters als „fliegender Schotte“ bezeichnet.
1920 schrieb sich Liddell an der Universität Edinburgh ein, wo er Wissenschaftstheorie studierte. Während des Studiums spielte der Sport eine wichtige Rolle in seinem Leben. Für die Universitätsmannschaft lief er Sprintrennen und spielte Rugby. 1922 und 1923 absolvierte er im Rahmen des Five-Nations-Turniers sieben Länderspiele für die schottische Nationalmannschaft. 1924 wurde Liddell britischer Meister über 100 und 220 Yards; die Zeit von 9,7 Sekunden über 100 Yards wurde 35 Jahre lang nicht mehr unterboten.
Mit diesen Leistungen qualifizierte sich Liddell für die Olympischen Spiele 1924 in Paris. Der tiefgläubige Christ weigerte sich, zum Vorlauf des 100-Meter-Rennens anzutreten, da dieser an einem Sonntag stattfand. Anstatt am Rennen teilzunehmen, predigte er in Paris in einer schottischen kirchlichen Gemeinschaft. Sein Sieg über 400 Meter (Vorläufe und Finale fanden an Werktagen statt) kam allerdings eher überraschend, da seine Spezialdisziplin eigentlich die 100-Meter-Strecke war. Mit 47,6 Sekunden lief er sogar neuen Weltrekord. Zwei Tage zuvor war er Dritter über 200 Meter geworden. Aufgrund seines Glaubens wurde er nach seinem Erfolg bei den Olympischen Spielen 1924 auch „der fliegende Pastor“ genannt. Die Erlebnisse Liddells und des 100-Meter-Olympiasiegers Harold Abrahams wurden 1981 in Die Stunde des Siegers (engl. Chariots of Fire) verfilmt. Liddell wurde von Ian Charleson dargestellt.
Nach seinem Studienabschluss 1925 kehrte Liddell nach China zurück, um wie seine Eltern in Tianjin als Missionar zu wirken. Er war dort für die London Missionary Society tätig. Im Jahr 1930 lief Liddell sein letztes Rennen, mit dem er die nordchinesische Meisterschaft gewann. Mit Fortlauf seines Lebens widmete er sich vor allem kirchlichen Aufgaben. 1932 wurde er zum Pfarrer ordiniert, 1934 heiratete er die kanadische Missionarin Florence Mackenzie, mit der er drei Töchter hatte. Während seiner Zeit in Tianjin war Liddell an der Gestaltung des MinYuan Stadions beteiligt, das sich daher an das englische Stadion Stamford Bridge anlehnt.
Nach dem Ausbruch des zweiten Japanisch-Chinesischen Krieges im Jahre 1937 wurde die Lage für Ausländer in China immer gefährlicher. 1941 riet die britische Regierung ihren Bürgern, das Land zu verlassen. Liddell blieb in China, während seine Frau und seine drei Töchter nach Kanada zogen.
1943 wurde Liddell gemeinsam mit anderen Briten in Tianjin von der japanischen Armee in ein Konzentrationslager gebracht. Im Internierungslager von Weixian erkrankte er später an einem Hirntumor und starb 1945 im Alter von 43 Jahren. Sein Mithäftling Norman Cliff beschreibt Liddell als beliebt im Lager, wo er auch als Lehrer tätig war und Sportevents für die Jugendlichen im Lager organisiert haben soll. Er wurde in Shijiazhuang beigesetzt. Erst 1989 wurde die genaue Stelle seines Grabes eruiert und 1991 mit einem Granitgrabmal gekennzeichnet. Die Geschichte seiner letzten Lebensjahre und seines Todes wurde 2016 im Spielfilm On Wings of Eagles aufgegriffen. Der Film war weder finanziell noch bei Kritikern ein Erfolg.
Mit der Person Eric Lidells ist insbesondere das Lied Be still my soul verknüpft, das auf die deutsche Dichterin Catharina von Schlegel zurückgeht (Stille, mein Herz). Es heißt, er habe dieses Lied besonders geliebt und auch seinen Mithäftlingen damit Mut zugesprochen. Noch an seinem Sterbelager spielte eine Blaskapelle auf seinen Wunsch hin Be still my soul.

## Rezeption

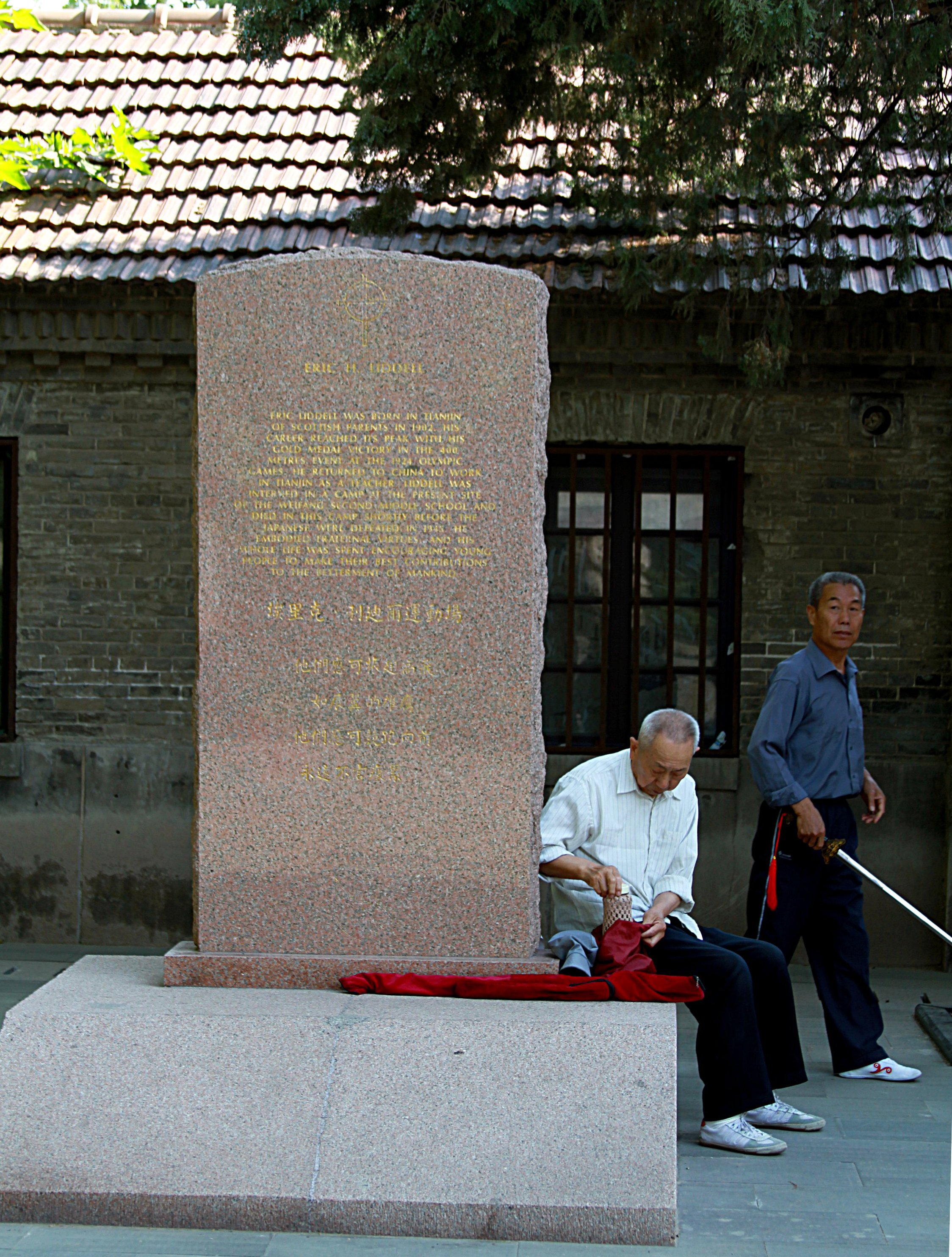
Erinnerungsstele für Eric Liddell auf dem ehemaligen Gelände des Internierungslagers von Weixian

Von 1945 bis 1958 bestand ein Erinnerungsfonds, der einen nach Liddell benannten Preis für junge Athleten vergab und finanziell für die Kinder Liddells sorgte.
Als Allan Wells, ebenfalls ein Schotte, im Jahr 1980 das olympische 100-Meter-Rennen in Moskau gewann, widmete er Liddell den Sieg. Auch die erste Goldmedaillen-Gewinnerin im olympischen Fünfkampf Stephanie Cook nannte Liddell eine Inspiration für ihre Karriere in der Leichtathletik.
1987 wurde ein kirchliches Demenz- und Nachbarschaftszentrum in Edinburgh nach Eric Liddell benannt. Er gab in einer der vier involvierten Kirchen einst Bibelunterricht. Im dortigen „Gold-Medal Café“ sind Fotos und Informationen zu Liddells Leben ausgestellt.
2002 wurde Liddell in die Scottish Sports Hall of Fame aufgenommen, nachdem er bei einem Publikumsvoting zum beliebtesten Sportler Schottlands gewählt worden war.
Seit 2016 besteht in Liddells Alma Mater, der Universität Edinburgh, erneut ein Stipendium für junge Athleten. Zudem bewahrt die Universität die Medaillen Liddells als Dauerleihgabe auf.